# Provincie Chorásán
Provincie Chorásán (persky استان خراسان‎) byla do roku 2004 jedna z provincií Íránu. Částečně korespondovala s historickou provincií Chorásán. Poprvé byly oficiální hranice provincie stanoveny na konci 19. století. V září 2004 byla rozdělena na íránské provincie Severní Chorásán, Jižní Chorásán, Chorásán Razaví. Celková rozloha provincie byla 299,231 km2 a převažujícím jazykem v provincii byla perština. Většinu obyvatel provincie tvořili Šíité.
Historicky název Chorásán označoval významně větší území, které tvořilo východní a severovýchodní část Achaimenovské říše. Většinu obyvatel provincie tvořili Peršané, ale byla zde také menšinová etnika jako Turkmeni, Chorásánští Turci nebo Chorásánští Kurdové. Při dělení v roce 2004 byly menší části provincie přiřazeny k provinciím Sístán a Balúčistán (jižní části) a Jazd (západní části). V letech 1968, 1978 a 1997 byl region zasažen celkem třemi zemětřeseními, v důsledku kterých zemřelo 13 až 26 tisíc lidí.  